# Eutrichillus biguttatus
Eutrichillus biguttatus là một loài bọ cánh cứng trong họ Cerambycidae.